# Markland (historisch gebied)

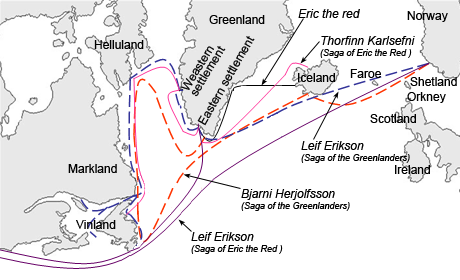
Locatie van Markland.

Markland is de naam die de Viking-ontdekkingsreiziger Leif Eriksson gaf aan een gebied aan de noordoostkust van Noord-Amerika. Het bevond zich ten zuiden van Helluland en ten noorden van Vinland. Het was een vlak, bebost gebied en werd daarom Markland genoemd, wat Oudnoords is en zoiets als houtland of bosland betekent. Het gebied wordt meestal vereenzelvigd met het schiereiland Labrador aan de Canadese oostkust.

## Geschiedenis
Het gebied werd ontdekt door Bjarni Herjólfsson in 986. Hij ging er echter niet aan land maar voer terug naar Groenland, waar hij over het nieuwe land vertelde. 
De Grœnlendinga saga vertelt hoe jaren later (ca. 1002–1003) Leif Eriksson een expeditie naar dit nieuwe land uitrustte. Hij kwam uit in Helluland, voer van daaruit naar het zuiden naar Markland (waar men hout hakte) en belandde uiteindelijk in Vinland, waar hij een nederzetting stichtte. Het is niet bekend waar Markland zich precies bevond, maar het wordt algemeen aangenomen dat de naam verwijst naar het Canadese schiereiland Labrador. Of het grote, zuidelijker gelegen eiland Newfoundland er eventueel ook bij gerekend werd is een twistpunt onder historici.
Nog volgens de Grœnlendinga saga zou Thorfinn Karlsefni ca. 1010 een tijdelijke winternederzetting met 160 kolonisten opgericht hebben in Markland. Ook de Eiríks saga rauða vermeld Markland.
De 11e-eeuwse Noordse nederzettingen in Amerika waren slechts een kort leven beschoren, maar hoogstwaarschijnlijk bleven Groenlandse Noormannen nog eeuwen naar Markland varen om hout te bekomen. Een IJslands document uit 1347 spreekt immers over een Groenlands schip dat er na een storm strandde na een tocht terug uit Markland. Dit zonder de locatie te specificeren, wat lijkt aan te tonen dat deze gemeenzaam bekend was. Onderzoek van door archeologen opgegraven hout uit de Groenlandse bisschoppelijke nederzetting Garðar toont aan dat een beperkt deel van het hout er inderdaad geïmporteerd was uit Noord-Amerika.
Rond 1340 schreef de Milanese dominicaan Galvaneus Flamma in een onvoltooide kroniek over het land Marckalada ten westen van Grolandia (Groenland). Deze kennis zou gekomen zijn via Scandinavische zeelieden. Deze vermelding van Markland is het enige spoor dat er in de Oude Wereld ook buiten Scandinavië enige kennis bestond over het bestaan van Noord-Amerika, dit ruim een eeuw voor de herontdekking door Christoffel Columbus.